# استیو استون
استیون برایان استون (انگلیسی: Steven Brian Stone؛ زادهٔ ۲۰ اوت ۱۹۷۱) بازیکن سابق فوتبال اهل انگلستان است که سابقهٔ بازی در تیم ملی فوتبال انگلستان را در کارنامهٔ خود دارد. وی در تاریخ ۱۱ اکتبر ۱۹۹۵ نخستین بازی ملی خود را در مقابل تیم ملی فوتبال نروژ انجام داد و با حضور در ۹ بازی ملی، در تاریخ ۲۲ ژوئن ۱۹۹۶ آخرین بازی ملی‌اش را در برابر تیم ملی فوتبال اسپانیا برگزار کرد.
این بازیکن توانسته در بازی‌های ملی، ۲ گل به ثمر برساند.